# Ong Bak 2: Chiến binh thép
Ong Bak 2: Chiến binh thép (tiếng Anh: Ong Bak 2, tiếng Thái: องค์บาก 2) là một bộ phim điện ảnh Thái Lan thuộc thể loại hành động - võ thuật công chiếu năm 2008 và là phần tiếp nối sau bộ phim Ong Bak: Truy tìm tượng Phật. Bộ phim do ngôi sao Tony Jaa làm đạo diễn, đóng chính và thực hiện chỉ đạo võ thuật với Panna Rittikrai, cùng sự tham gia của các diễn viên phụ gồm Primorata Dejudom, Nirut Sirijanya, Sorapong Chatree và Sarunyoo Wongkrachang. Bộ phim theo chân Tien, một chàng trai đến từ vùng quê nghèo ở nước Xiêm đã đứng lên đi tìm những kẻ đã sát hại gia đình mình để trả thù, đồng thời anh còn phát hiện những bí mật đen tối ẩn sau hành trình ấy.
Bộ phim có buổi công chiếu tại Thái Lan vào ngày 4 tháng 12 năm 2008 và được phát hành tại nhiều nước trên thế giới. Bộ phim nhận về những ý kiến trái chiều từ giới chuyên môn. Phần tiếp theo của bộ phim, có tựa là Ong Bak 3: Chiến binh cuối cùng, chính thức ra mắt vào năm 2010.

## Nội dung
Vào năm 1431 ở nước Xiêm, dưới thời trị vì của Vua Borommarachathirat II của Vương quốc Ayutthaya, Tien là con trai của một gia đình quý tộc, cha cậu là Lãnh chúa Sihadecho đã gửi cậu đến học múa ở một ngôi làng xa xôi thay vì cho cậu thành một chiến binh giống như ông. Sihadecho muốn Tien được an toàn khỏi Lãnh chúa Rajasena, người có âm mưu hãm hại gia đình ông. Tại trường múa, Tien đã kết bạn với một cô bé mồ côi tên là Pim. Một thời gian sau, một người lính phản bội Sihadecho định bắt cóc Tien, nhưng cậu đã được một người lính trung thành giải cứu.
Cùng lúc đó, Sihadecho và gia đình ông bị Lãnh chúa Rajasena và một sát thủ che mặt bí ẩn thảm sát. Tien buộc phải chạy trốn khỏi quân lính của Rajasena và trốn thoát vào rừng, nơi cậu bị một băng nhóm buôn nô lệ bắt giữ. Sự kháng cự của Tien khiến bọn buôn người ném cậu xuống hồ nước có một con cá sấu Xiêm, nhưng một băng cướp và võ sĩ được gọi là "Pha Beek Khrut" đã tấn công bọn buôn người. Chernang, thủ lĩnh của băng cướp, đã cứu Tien sau khi thấy cậu có ý chí kiên cường khi cố gắng vật lộn với con cá sấu. Băng cướp đưa Tien về làng của họ, nơi một pháp sư tiên tri rằng Tien sẽ trở thành một chiến binh vĩ đại trong tương lai và Chernang đề nghị dạy võ công cho cậu.
Nhiều năm sau, Tien trở nên tinh thông võ nghệ. Chernang nhận anh làm con nuôi và cho anh làm phó thủ lĩnh của băng cướp Pha Beek Khrut. Sau đó, Tien truy tìm bọn buôn nô lệ năm xưa và đánh đập chúng, anh ném tên thủ lĩnh của chúng xuống hồ cá sấu như trước kia hắn đã làm với anh. Tien thề sẽ trả thù cho gia đình mình, Chernang cũng động viên anh. Tien một mình đến cung điện của Rajasena, nơi tên lãnh chúa đang tổ chức một bữa tiệc. Điều trùng hợp là Pim - cô bạn năm xưa của Tien - đang làm vũ công tại nơi đây. Tien cải trang thành vũ công Khon lẻn vào bữa tiệc, tấn công Rajasena và tẩu thoát.
Tien trở về làng Pha Beek Khrut, nhưng anh thấy ngôi làng không còn ai. Nhiều nhóm sát thủ kéo đến tấn công Tien nhưng anh đã giết được chúng, lúc đó có một chú voi cũng đến giúp đỡ anh. Tuy nhiên, Tien gặp một đối thủ đáng gờm là Bhuti Sangkha (biệt danh "Crow Ghost" - Ma Quạ), một võ sĩ kiêm pháp sư tà thuật. Bhuti đánh bại Tien và đưa chú voi đi, để lại anh bị bao vây bởi Rajasena và quân lính của hắn. Tên lãnh chúa vẫn còn sống sau vụ ám sát nhờ có mặc áo giáp, và tiết lộ rằng gã sát thủ che mặt năm xưa không ai khác chính là Chernang, người buộc phải hoàn thành nhiệm vụ từ nhiều năm trước để đổi lấy việc Rajasena tha tội cho băng cướp của ông.
Tien miễn cưỡng đấu tay đôi với Chernang, người đã yêu cầu anh hãy giết ông để trả thù cho cha anh. Sau đó, Chernang chấp nhận chết khi ông để lưỡi đao của Tien chém vào cổ mình. Sức cùng lực kiệt và đau khổ, Tien ngã gục xuống đất trong khi bị quân lính bao vây, Rajasena ra lệnh bắt giữ Tien để tra tấn anh đến chết. Một giọng nói bí ẩn nói rằng Tien phải chịu số phận này do nghiệp chướng của anh từ kiếp trước, nhưng nói thêm rằng anh sẽ tìm cách để thoát khỏi cái chết. Một cảnh mơ hồ cho thấy Tien với bộ râu dài đứng trước bức tượng Phật Ong Bak.